# Sheila Hancock
Sheila Cameron Hancock (Blackgang, Isle of Wight, 22 februari 1933) is een Engelse actrice, vooral bekend om haar komische rollen.
Sheila Hancock bezocht de Dartford County Grammar School en de Royal Academy of Dramatic Art. Ze trad op in Joan Littlewood's Theatre Workshop, en daarna verscheen ze in meer dan 40 films, meestal televisieseries. Hancock trad op in de première van Joe Ortons toneelstuk Entertaining Mr Sloane (1963).
Hancock was getrouwd met acteur Alec Ross van 1954 tot zijn dood in 1971. Ze kregen in 1964 een dochter. Ze was met John Thaw getrouwd van 1973 tot aan zijn dood op 21 februari 2002. Ze kreeg met hem een tweede dochter. Haar boek, The Two of Us: Mijn leven met John Thaw is een dubbele biografie. Dit boek werd in 2008 gevolgd door Just Me, een beschouwing van haar bestaan als weduwe.

## Filmografie
- “the discovery of witches”- Goody Alsop. 2020
- "Moving On" - Liz (1 afl.,2009)
- The Boy in the Striped Pyjamas (2008) Grootmoeder Nathalie
- "New Tricks" - Grace Pullman (3 afl. 2007-2008)
- Fallen Angel (2007) (tv) Lady Youlgreave
- After Thomas (2006) (tv) Granny Pat
- "The Catherine Tate Show" - Nan's zuster (June) (1 afl., 2006)
- "Bleak House" - Mrs. Guppy (2 afl., 2005)
- Yes (2004/I) - Tante
- "Feather Boy" - Edith Sorrel (3 afl, 2004 tv)
- "Bedtime" - Alice Oldfield (15 afl., 2001-2003)
- "Fortysomething" - Gwendolen Hartley (6 afl., 2003)
- Bait (2002) (tv) - Pam Raeburn
- "The Practicality of Magnolia" (2002) televisieserie Isobel
- "EastEnders" - Barbara (2 afl., 2000-2001)
- Love or Money (2001) (tv) Teresa
- The Russian Bride (2001) (tv) Dora Blossom
- "The Thing About Vince" Pat (3 af;l., 2000)
- Hold Back the Night (1999) Vera
- Alice in Wonderland (1999) (tv) Cook
- "Close Relations" (1998) tv mini-serie Dorothy Hammond
- Love and Death on Long Island (1997) Mrs. Barker
- "Kavanagh QC" - Sarah Meadows (1 afl., 1997)
- "The Buccaneers" - Dowager Duchess (4 afl. 1995
- "Dangerous Lady" (1995) tv mini-serie Sarah Ryan
- "Brighton Belles" - Frances (11 afl., 1993-1994)
- A Business Affair (1994) Judith
- "The World of Peter Rabbit and Friends" - Anna Maria (1 afl., 1993)
- "Comedy Playhouse" - Frances (1 afl., 1993)
- Brighton Belles: Pilot (1993) tv afl. Frances
- "Gone to Seed" - Mag (6 afl., 1992)
- "Inspector Morse" (1 afl., 1992)
- No Head for Heights (1992) (tv) Caroline
- "Gone to the Dogs" - Jean (3 afl., 1991)
- "My Kingdom for a Horse" (1991) televisieserie Steve's moeder
- 3 Men and a Little Lady (1990) Vera Bennington
- Jumping the Queue (1989) (tv) Matilda Poliport
- "Bradley" - Monica Pobjoy (1 afl, 1989)
- "Doctor Who" - Helen A (3 afl., 1988)
- Buster (1988) - Mrs. Rothery
- Hawks (1988) - Regina
- The Rivals (1988) (tv) - Mrs. Malaprop
- The Universe of Dermot Finn (1988) moeder van Pearl
- The Love Child (1987)
- Making Waves (1987) Doris
- "Bulman" - Kate (1 afl., 1985)
- "Home to Roost" - Sue (1 afl., 1985)
- "Dramarama" - Rita Chartell (1 afl., 1985)
- "Play for Today" - Ellen (1 afl., 1982)
- The Wildcats of St. Trinian's (1980) Olga Vandemeer
- Comedy Tonight (1980) (tv)
- "Whodunnit!" - Panellist (1 afl., 1976)
- "Menace" - Rose (2 afl., 1970-1973)
- "But Seriously, It's Sheila Hancock" (1972) televisieserie
- "Scoop" - Mrs. Stitch (3 afl., 1972)
- "Now, Take My Wife" - Claire Love (14 afl., 1971)
- "Frankie Howerd's Hour" (1 afl., 1971)
- "Comedy Playhouse" - Claire Love (1 afl., 1971)
- "Mr. Digby Darling" - Thelma Teesdale (19 afl., 1969-1971)
- "Shadows of Fear" - Anne Brand (1 afl., 1971)
- Take a Girl Like You (1970) Martha Thompson
- "The Mating Machine" - Freda (1 afl., 1970)
- "ITV Playhouse" - Kaff (2 afl., 1968)
- "BBC Show of the Week" (1 afl., 1968)
- "Detective" - Mrs. Markle (1 afl., 1968)
- "Beryl Reid Says Good Evening" (1 afl., 1968)
- The Anniversary (1968) Karen Taggart
- The Magnificent Six and ½: It's Not Cricket (1968)
- How I Won the War (1967) Mrs. Clapper's vriensin
- "Armchair Theatre" - Alice (1 afl., 1967)
- The Magnificent Six and ½: Ghosts and Ghoulies (1967)
- "Thirty-Minute Theatre" - Cynthia (2 afl., 1966)
- "Jackanory" - Verrhalenverteller (5 afl., 1966)
- "The Wednesday Thriller" - Joyce Lambert (1 afl., 1965)
- "The Bed-Sit Girl" - Sheila Ross (6 afl., 1965)
- "ITV Play of the Week" - Hetty (1 afl., 1965)
- Carry on Cleo (1964) - Senna Pod
- "Thursday Theatre" - Olive Leech (1 afl., 1964)
- The Moon-Spinners (1964) - Cynthia Gamble
- Night Must Fall (1964) - Dora Parkoe
- Twice Round the Daffodils (1962) - Dora
- "The Rag Trade" - Carol Taylor (4 afl., 1961)
- The Girl on the Boat (1960)

- Biblioteca Nacional de España: XX4859699
- Bibliothèque nationale de France: cb140669090 (data)
- Gemeinsame Normdatei: 118894773
- International Standard Name Identifier: 0000 0001 0718 2458
- Library of Congress Control Number: n88040019
- MusicBrainz: 9409b581-b842-4e5b-977c-5520cf1b6f6e
- Nationale Bibliotheek van Israël: 987007431503605171
- Nederlandse Thesaurus van Auteursnamen: 073585181
- Système universitaire de documentation: 250905876
- Virtual International Authority File: 30335197
- WorldCat: E39PBJrckfchb48dDtpmVyK68C